# Cianjur
Cianjur (sundanés: ᮎᮤᮃᮔ᮪ᮏᮥᮁ ) es una ciudad y un distrito en la provincia de Java Occidental de Indonesia, y es la capital de la regencia de Cianjur. El distrito de Cianjur se encuentra a lo largo de una de las carreteras principales entre Yakarta (120 km al noroeste) y Bandung (60 km al este). La población era 158.125 en el censo de 2010 y 173.265 en el censo de 2020; la estimación oficial a mediados de 2021 era de 174 587. Debido a su ubicación algunos de los residentes de Cianjur se desplazan al trabajo en Bandung o en Yakarta.
La carretera en la que se encuentra Cianjur solía ser la carretera principal (extremadamente transitada) de Yakarta a Bandung, pero de hecho se reemplazó como el enlace vial principal entre estas dos ciudades principales cuando la carretera de peaje de Yakarta-Bandung se completó por completo en 2005. Sin embargo debido a su bajo tráfico Cianjur regresa como una de las rutas alternativas para los viajeros de Yakarta y Bandung.

## Divisiones administrativas
El distrito de Cianjur se divide en 11 pueblos administrativos que son los siguientes:
- Babakankaret
- Bojongherang
- Limbangansari
- Mekarsari
- Muka
- Nagrak
- Pamoyanán
- Sawahgede
- sayang
- Solokpandan
- Sukamaju

## Clima
Cianjur tiene un clima ecuatorial lluvioso (Af) con lluvias moderadas de junio a septiembre y fuertes lluvias de octubre a mayo.
| Parámetros climáticos promedio de Cianjur | Parámetros climáticos promedio de Cianjur | Parámetros climáticos promedio de Cianjur | Parámetros climáticos promedio de Cianjur | Parámetros climáticos promedio de Cianjur | Parámetros climáticos promedio de Cianjur | Parámetros climáticos promedio de Cianjur | Parámetros climáticos promedio de Cianjur | Parámetros climáticos promedio de Cianjur | Parámetros climáticos promedio de Cianjur | Parámetros climáticos promedio de Cianjur | Parámetros climáticos promedio de Cianjur | Parámetros climáticos promedio de Cianjur | Parámetros climáticos promedio de Cianjur |
| Mes                                       | Ene.                                      | Feb.                                      | Mar.                                      | Abr.                                      | May.                                      | Jun.                                      | Jul.                                      | Ago.                                      | Sep.                                      | Oct.                                      | Nov.                                      | Dic.                                      | Anual                                     |
| ----------------------------------------- | ----------------------------------------- | ----------------------------------------- | ----------------------------------------- | ----------------------------------------- | ----------------------------------------- | ----------------------------------------- | ----------------------------------------- | ----------------------------------------- | ----------------------------------------- | ----------------------------------------- | ----------------------------------------- | ----------------------------------------- | ----------------------------------------- |
| Temp. máx. media (°C)                     | 28.1                                      | 28.3                                      | 29.0                                      | 29.3                                      | 29.5                                      | 29.3                                      | 29.4                                      | 29.9                                      | 30.4                                      | 30.2                                      | 29.5                                      | 28.9                                      | 29.3                                      |
| Temp. media (°C)                          | 24.0                                      | 24.1                                      | 24.4                                      | 24.7                                      | 24.7                                      | 24.1                                      | 23.9                                      | 24.1                                      | 24.6                                      | 24.7                                      | 24.5                                      | 24.5                                      | 24.4                                      |
| Temp. mín. media (°C)                     | 20.0                                      | 19.9                                      | 19.9                                      | 20.1                                      | 19.9                                      | 18.9                                      | 18.4                                      | 18.3                                      | 18.8                                      | 19.3                                      | 19.6                                      | 20.1                                      | 19.4                                      |
| Lluvias (mm)                              | 283                                       | 245                                       | 295                                       | 280                                       | 204                                       | 118                                       | 116                                       | 111                                       | 119                                       | 245                                       | 299                                       | 295                                       | 2610                                      |
| Fuente: Climate-Data.org                  |                                           |                                           |                                           |                                           |                                           |                                           |                                           |                                           |                                           |                                           |                                           |                                           |                                           |